# Residencial Costa Blanca

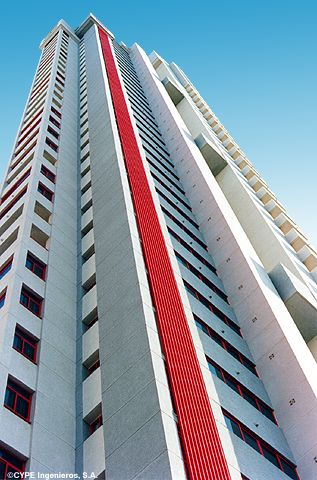
Costa Blanca 1, part posterior

El Residencial Costa Blanca (anteriorment Torres Soinsa) és un complex de dos gratacels, denominats Costa Blanca 1 i Costa Blanca 2. El primer és el més alt amb 116 metres d'altura situat a Benidorm (Marina Baixa, País Valencià). Amb 36 plantes, se situa a la zona dels Jutjats. Es caracteritza per un frontal ample i un lateral molt estret. Empren els colors blanc i gris per a les façanes i el color roig característic dels tancaments. Destaca per la seua elevada ràtio de esveltesa d'1:13 (ràtio altura/diàmetre = 116 m / 8,5 m = 13).